# LR Health & Beauty Systems
LR Health & Beauty GmbH (LR сокращение от названия первого аромата компании «L de Racine», Health & Beauty — англ. красота и здоровье, GmbH — рус. общество с ограниченной ответственностью) — немецкая компания, занимающаяся производством косметики, парфюмерии и биологически активных добавок. Компания работает методом сетевого маркетинга с элементами прямых продаж. Штаб-квартира компании расположена в городе Ален.

## История
Компания была основана в 1985 году Хельмутом Спикером (англ. Helmut Spikker) и Ахимом Хикманом (англ. Achim Hickmann) и первоначально называлась LR Cosmetic & Marketing GmbH.
- В 1991 году были открыты первые зарубежные представительства компании в Австрии и Голландии.
- В 2004 году один из основателей компании — Хельмут Спикер вышел из состава акционеров компании, продав свою часть акций инвестиционному фонду Apax Partners. К 2009 году доля фонда в компании стала миноритарной[1].
- В мае 2011 года в Москве был открыт первый российский офис[2].
- 6 ноября 2012 при поддержке российского офиса открыто представительство в Республике Казахстан.
- 15 июня 2013 рестарт рынка Украины.
- Уже закончился контракт на именную продукцию с Heidi Klum[3]
- В настоящее время, по данным официального сайта компании, имеет представительства в 28[4] странах мира.

Член российской Ассоциации прямых продаж и Международной ассоциации прямых продаж.
В Германии является одной из крупнейших компаний на рынке прямых продаж.
С 2010 года лицом компании является один из самых высокооплачиваемых киноактеров Брюс Уиллис. Компания представляет парфюмерную продукцию с его именем под названием «Bruce Willis»

## Продукция
Компания является экспертом в алоэ вера и производит питьевые гели алоэ вера, парфюмерную продукцию, средства по уходу за кожей лица, телом, волосами, полостью рта, а также биологически активные добавки и декоративную косметику. Значительная часть косметики для ухода производится на основе алоэ вера Барбаденсис Миллер. Существуют отдельные линии продукции для мужчин и для детей.

## Критика
В 2006 году, во время эпидемии птичьего гриппа, компанию критиковали за продвижение капсул «Cistus Incanus» (рус.  ладанник критский). Во время проведения продаж в рекламе этих капсул им приписывался противовирусный эффект, в то же время их противовирусная эффективность не была доказана.